# Clarks fuut
De Clarks fuut (Aechmophorus clarkii) is een vogelsoort uit de familie podicipedidae. Zijn naam is vernoemd naar John Henry Clark, een 19e-eeuwse ontdekker en natuurverzamelaar.

## Kenmerken
De Clarks fuut heeft opvallend rode ogen en is ongeveer 56 tot 74 centimeter lang.

## Verspreiding en leefgebied
Deze soort komt voor in Noord-Amerika en telt twee ondersoorten:
- A. c. transitionalis: van zuidwestelijk Canada tot de centrale en zuidwestelijke Verenigde Staten.
- A. c. clarkii: noordelijk en centraal Mexico.

## Status
De grootte van de populatie wordt geschat op 7.300-14.000 volwassen vogels. Op de Rode lijst van de IUCN heeft deze soort de status niet bedreigd.

## Galerij

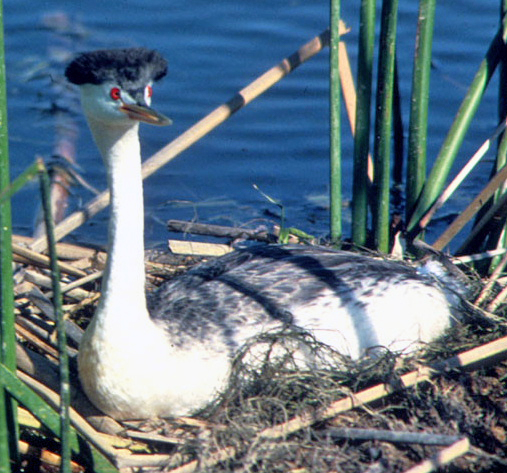
een clarks fuut op zijn nest
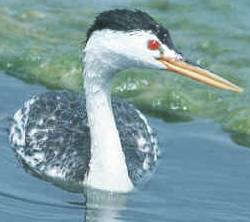
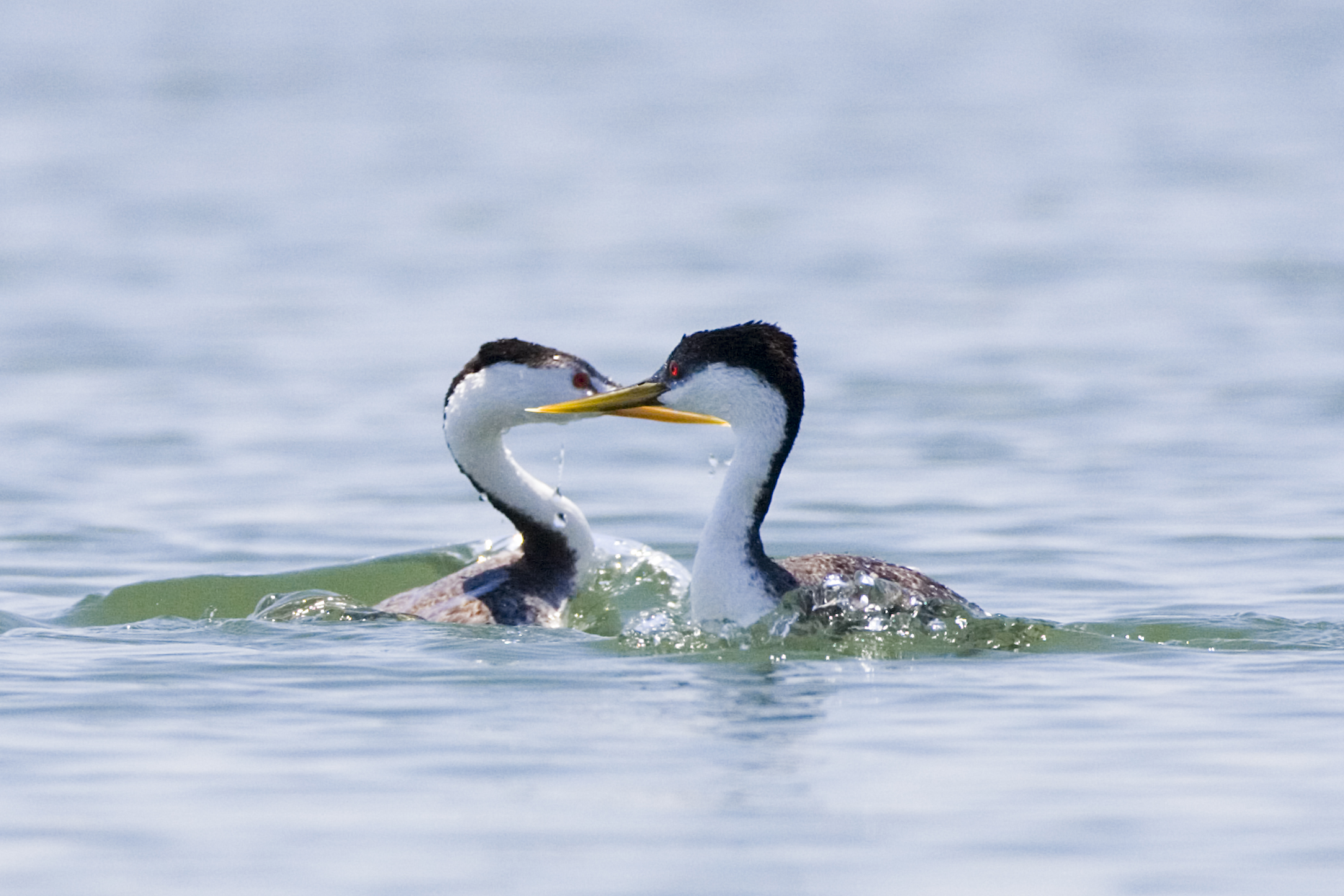
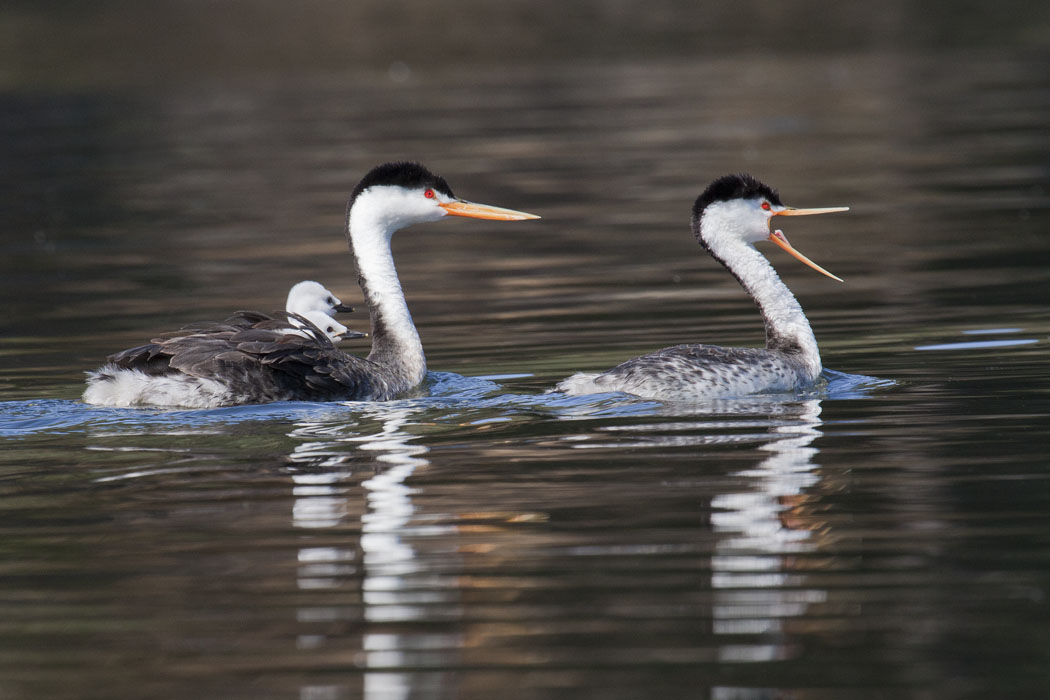
twee clarks futen met jongen.